# Oberwies (Nadrenia-Palatynat)
Oberwies – miejscowość i gmina w Niemczech, w kraju związkowym Nadrenia-Palatynat, w powiecie Rhein-Lahn, wchodzi w skład gminy związkowej Bad Ems-Nassau. Do 31 grudnia 2018 wchodziła w skład gminy związkowej Nassau. 